# Ксилопия Штауда
Ксилопия Штауда — тропическое африканское растение рода Ксилопия семейства Анноновые.

## Распространение
Ксилопия Штауда распространена в лесах Западной Африки. Встречается на территории Сьерра-Леоне, Либерии, Ганы, на юге Нигерии, Камеруна, Габона, Анголы.

## Внешний вид и особенности произрастания
Ксилопия Штауда — вечнозелёное дерево, растущее в тропической Африке, во влажных лесах и пресноводных болотах, иногда на горных склонах. В высоту достигает, по разным данным, от 27 до 45  метров, в толщину — 75 см.
Ствол прямой, у земли его поддерживают досковидные корни. Во влажном окружении образует также особые воздушные корни. Эти корни, выпускаемые горизонтальными корнями дерева, поднимаются на высоту до двух метров над почвой. Они, в свою очередь, имеют боковые ветви, растущие вниз и укореняющиеся в почве. В более сухих местах с хорошо дренируемой почвой подобных воздушных корней у ксилопии Штауда не возникает.
Кора светло-коричневая, шершавая и шелушащаяся, трещиноватая. Древесина светлая, темнеющая до светло-коричневого, с резким запахом. Крона небольшая, с мутовчатым расположением ветвей. Листья простые (обратнояйцевидные, обратноланцетные или эллиптические), очерёдные, 4-12 сантиметров длиной и 2,5-6 шириной, кожистые. Обратная стороны слегка опушённая. Черешок голый, 6-8 мм длиной.
Цветы с жёлтыми до оранжевого лепестками треугольной или ланцетной формы 5-10 миллиметров длиной, чашелистики треугольные, опушённые, 2-3 миллиметра длиной. Плоды состоят из 3-5 чёрных полуплодиков на одной плодоножке, цилиндрические, опушённые, длиной 2-7 сантиметров и 1,5-2,5 диаметром, слегка вздутые, изогнутые, сужающиеся в промежутках между семенами. Семена тёмные, продолговатые, покрыты жёлто-оранжевой волокнистой кожурой.

## Применение
Древесина у ксилопии Штауда не особенно прочная, но лёгкая и хорошо обрабатывается. Коммерческой ценности она не представляет, но в местах произрастания используется в столярных и строительных работах. Из внутренних волокнистых слоёв делают верёвки. Кроме того, истолчённая кора применяется в народной медицине, а семена употребляются в пищу как пряность, подобная перцу.